# Erythrolamprus carajasensis
Liophis carajasensis är en ormart som beskrevs av da Cunha, Nascimento och Avila-Pires 1985. Liophis carajasensis ingår i släktet Liophis och familjen snokar. Inga underarter finns listade i Catalogue of Life.
Arten förekommer i Brasilien i delstaten Pará. Honor lägger ägg.